# Västgöta nation

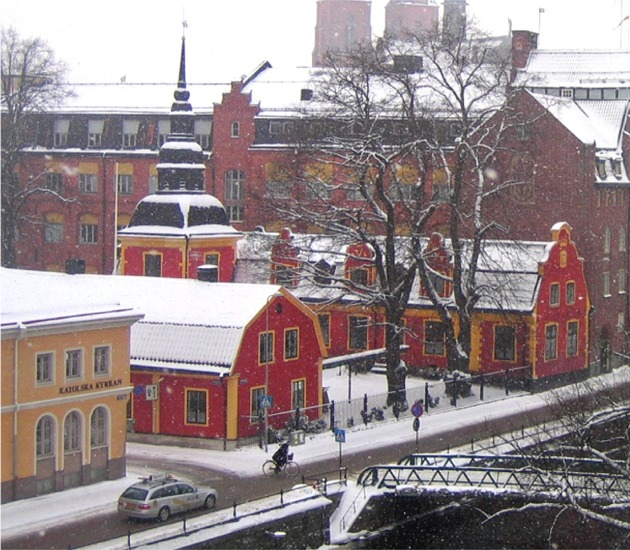
Vista della nation in inverno

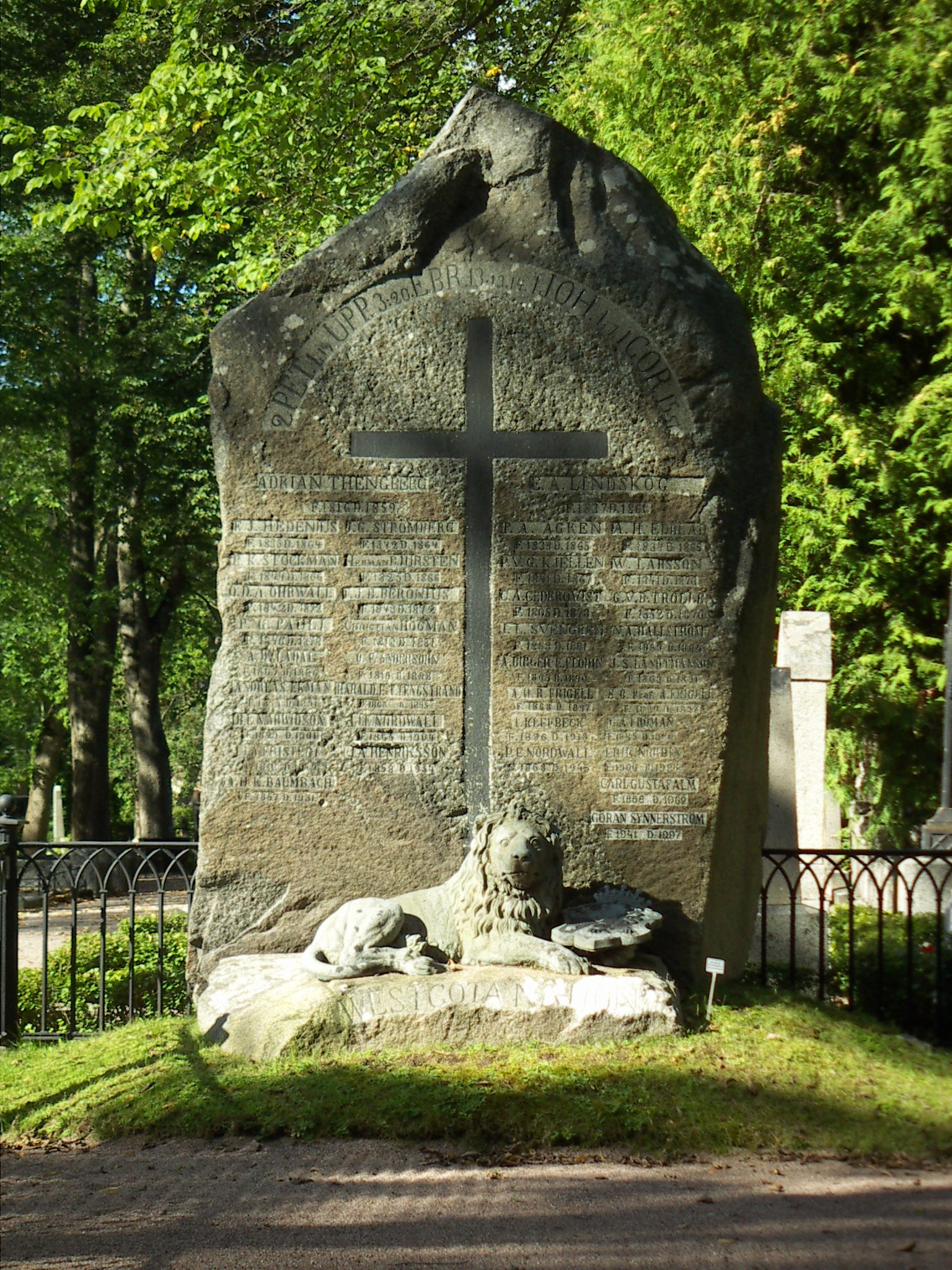
Pietra tombale della Västgöta nation, nel cimitero vecchio di Uppsala

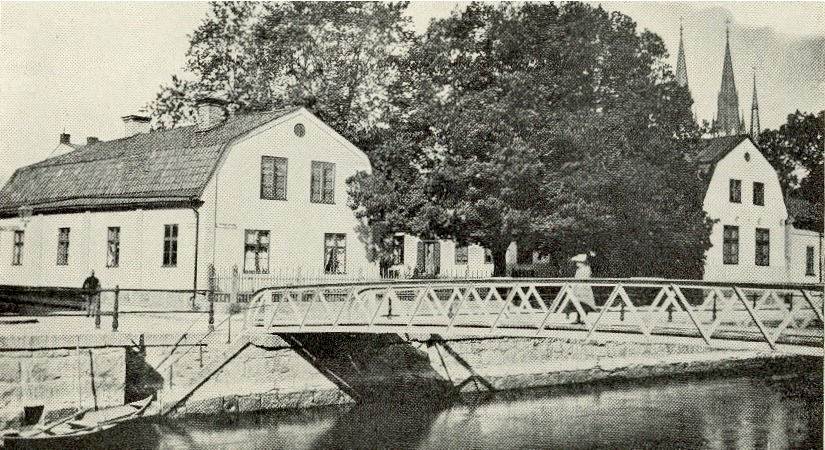
Fotografia scattata nel 1900, che mostra l'edificio principale prima del restauro

Västgöta nation (comunemente solo Västgöta, abbreviato VG) è una delle tredici nation dell'Università di Uppsala. Fondata nel 1639, stesso anno della fondazione di Västmanlands-Dala nation, è una delle più antiche nation di Uppsala. Con i suoi circa 1300 membri è una nation relativamente piccola, ma opera diverse attività culturali.
L'edificio principale della nation, costruito intorno al 1604, si affaccia sul Fyrisån e fu uno dei pochi edifici in centro a sopravvivere all'incendio di Uppsala del 1702. Passato tramite diversi proprietari, tra i quali Lennart Torstenson, è divenuto proprietà della nation nel 1825. Il primo inspektor della nation fu Ericus Odhelius, professore di teologia, nominato nel 1663.

## Attività
La nation ha un coro misto che conta circa 50 membri, un coro maschile (Västgöta nations manskör, VGMK)  il cui repertorio include musica corale tradizionale scandinava e straniera, e un coro femminile (Västgöta nations damkör, VGDK) di più recente fondazione.
Västgöta nation organizza tradizionalmente cinque gasque (Kulturgasque, Sångboksgasque, Damsupé, Herrmiddag, Majmiddag), i balli di primavera e autunno (vårbal e höstbal, quest'ultimo chiamato fino al 2017 Gåsbal), e ogni quattro anni il Skottårsbal. In passato la nation organizzava una gasque per Valborg, sostituita in seguito con un più tradizionale sillunch.
La nation opera un proprio pub, locato nella cripta antica al di sotto dell'edificio principale, e un ristorante. Västgöta nation offre alloggio ai suoi membri in un edificio dal distintivo tetto di tegole rosse, locato di fronte all'edificio principale della nation, costruito nel 1948 su progetto dell'architetto Ivar Tengbom (che ospita 35 stanze, una doppia e un appartamento), e in un vicino edificio più piccolo, Ambrosia (che ospita 5 stanze singole e una doppia).